# Distorsio decussata
Distorsio decussata är en snäckart som först beskrevs av Achille Valenciennes 1832.  Distorsio decussata ingår i släktet Distorsio och familjen Personidae. Inga underarter finns listade i Catalogue of Life.